# Hengoat
Hengoat korábbi község Franciaországban, Côtes-d’Armor megyében. Lakosainak száma 214 fő (2018. január 1.). Hengoat Pleudaniel, Pleumeur-Gautier, Ploëzal, Pommerit-Jaudy, Pouldouran, Trédarzec és Troguéry községekkel határos.
2019. január 1-jén három másik korábbi községgel egyesült és az így létrejött La Roche-Jaudy új község része lett.

## Népesség
A település népességének változása:
| Lakosok száma | 362  | 318  | 256  | 166  | 222  | 207  | 214  | 224  | 218  | 214  |
|               | 1968 | 1975 | 1982 | 1999 | 2006 | 2011 | 2013 | 2016 | 2017 | 2018 |